# پرچم جزایر جورجیای جنوبی و ساندویچ جنوبی
پرچم جزایر جورجیای جنوبی و ساندویچ جنوبی در پذیرفته شد.